# Адам Которанин
Адам Которанин (в миру Адам Аквитанский; ?, Руанак — ?, Котор) — французский священник. Епископ Котора с 1349 по 1352 год.

## Биография
Он был францисканским миссионером в Палестине и Сирии вместе с викарием Святой земли Антонием Александрийским. Затем он был назначен епископом сирийской Абиды. После недолгого пребывания в Барселоне, 24 июля 1349 года он был назначен епископом Котора. По одним данным он был похоронен в Церкви Святого Франциска в Гудриче близ Котора, по другим в Церкви Милосердной Девы Марии на острове недалеко от Кртола.